# Bassin oriental méditerranéen
Le bassin oriental  méditerranéen désigne en océanographie et en géologie la partie de la mer Méditerranée située à l'est du cap Bon. Il constitue environ les deux tiers de la superficie totale de la Méditerranée, et il  est séparé du bassin occidental par les passages peu profonds du canal de Sicile et du détroit de Messine. La mer de Marmara communique avec le bassin oriental par le détroit des Dardanelles. Le bassin oriental contient notamment la Sicile, plus grande île de la Méditerranée, la Crète, principale île grecque, et Chypre.

## Géographie

### Délimitations
Les limites du bassin oriental telles que définies par l'Organisation hydrographique internationale dans son document S-23 « Limites des mers et des océans » sont:
- À l'ouest: Dans le détroit de Messine une ligne joignant le cap Paci (38° 15′ 22″ N, 15° 42′ 52″ E) au cap Peloro (38° 16′ 02,8″ N, 15° 39′ 11,71″ E), l'extrémité est de la Sicile. Les côtes orientales et méridionales de la Sicile. Une ligne joignant le capo Boeo, à l'extrémité ouest de la Sicile, à travers l'Adventure Bank jusqu'au cap Bon (37° 05′ 19″ N, 11° 02′ 05″ E), en Tunisie.
- Au nord-est : une ligne joignant Kumkale (40° 00′ 31″ N, 26° 11′ 54″ E) et le Mehmetçik Burnu (ex cap Helles) (40° 02′ 35″ N, 26° 10′ 31″ E), l'entrée occidentale des Dardanelles.
- Au sud-est : l'entrée du canal de Suez.
- À l'est : les côtes de Syrie, du  Liban, d' Israël et de la Palestine.

### Bathymétrie
Du fait de son histoire géologique complexe, le bassin oriental méditerranéen est divisé en plusieurs sous-bassins de taille de profondeur très diverse. La bathymétrie sous-marine est très escarpée, avec plusieurs fossés, escarpements, monts sous-marins et plaines abyssales. Des exemples sont l'escarpement de Malte, le mont Ératosthène, le fossé pélagien ou la plaine abyssale d'Hérodote. Les seuils bathymétriques y sont nombreux à travers les détroits, notamment le canal d'Otrante (-830 m) et le canal de Sicile. 
Le bassin rassemble aussi des morceaux de planchers océaniques d'âges très différents, et le point le plus profond de la Méditerranée est situé dans le bassin oriental, au fond de la mer Ionienne.

### Climat
Le climat en Méditerranée orientale est légèrement différent de celui en Méditerranée occidentale parce qu'il est plus aride. Le bassin oriental est à la frontière entre un climat méditerranéen sur la côte nord (Grèce, Italie) et un climat désertique sur sa côte sud (Libye et Égypte notamment), tandis que le pourtour du bassin occidental est presque entièrement en climat méditerranéen.

## Faune
La partie orientale de la Méditerranée possède notamment une partie de la population actuelle de phoques moines qui « survit » en mer Égée.

## Océanographie
Le bassin oriental est marqué par une circulation cyclonique de l'eau atlantique rentrée par le détroit de Gibraltar puis passée par le canal de Sicile, qui longe les côtes Sud de la Méditerranée dans le courant libyo-égyptien, avant de donner lieu à cause de la forte évaporation dans le bassin oriental à la formation d'eaux levantines plus denses et situées à une profondeur intermédiaire.

## Subdivisions
Le bassin oriental est lui-même divisé en plusieurs sous-bassins :
- canal de Sicile
- mer Adriatique
- mer Ionienne
- mer de Libye
- mer Égée
- le bassin Levantin.